# Conselho de Libertação dos Camarões do Sul
O Conselho de Libertação dos Camarões do Sul (em inglês:  Southern Cameroons Liberation Council, SCLC) é um movimento guarda-chuva ambazoniano, que visa unir todos os grupos anglófonos numa frente comum. Em abril de 2019, consistia em sete movimentos.

## Fundação
O Conselho de Libertação foi estabelecido na Conferência Geral de Todos os Povos dos Camarões do Sul em Washington, D.C. A conferência foi aberta a separatistas e federalistas e contou com a presença do Governo Interino da Ambazônia, do Conselho Nacional dos Camarões do Sul, do Consórcio da Sociedade Civil dos Camarões do Sul, da República da Ambazônia, do Movimento de Libertação do Povo Africano e do Movimento para a Restauração da Independência dos Camarões do Sul.
O Conselho Governante da Ambazônia não participou na conferência, com o seu líder Ayaba Cho Lucas descrevendo os organizadores como "facilitadores".

## História
Uma das suas primeiras ações foi declarar o fim antecipado do confinamento na Divisão de Fako, citando como isso afetou principalmente os civis. No entanto, o Conselho de Autodefesa da Ambazônia, o braço armado do Governo Interino, contestou a decisão, alegando que o Conselho de Libertação não tinha autoridade para cancelar o confinamento.
O Conselho de Libertação rejeitou o Grande Diálogo Nacional como hipócrita.